# Heteragrion albifrons
Heteragrion albifrons – gatunek ważki z rodziny Heteragrionidae. Występuje na terenie Ameryki Środkowej.